# Anolis haguei
Anolis haguei es una especie de lagarto que pertenece a la familia Dactyloidae. Es endémico de Guatemala donde habita el altiplano de Alta Verapaz y la Sierra de las Minas. Su rango altitudinal oscila entre 1400 y 2590 m s. n. m..